# العش (فلم 2020)
العش (بالإنجليزية: The Nest) فيلم إثارة لعام 2020، من تأليف وإخراج وإنتاج شون دوركين. وبطولة النجوم جود لو وكاري كون وتشارلي شوتويل وأونا روش. عرض لأول مرة في مهرجان صندانس السينمائي في 26 يناير 2020، وصدر في الولايات المتحدة وكندا في 18 سبتمبر 2020.

## طاقم التمثيل
- جود لو: في دور روري أوهارا

- كاري كون: في دور أليسون أوهارا

- تشارلي شوتويل: في دور بنيامين أوهارا

- أونا روش: في دور سامانثا «سام» أوهارا

- عديل أختار: في دور ستيف

- آن ريد: في دور أمي روري

- مايكل كولكين: في دور آرثر ديفيس

- ويندي كروسون: في دور أم أليسون

- تاتياونا جونز: في دور مدرب

- جون روس هاركين وتوبياس ماسي: في دور بناة[4]

## أحداث الفيلم
عمل روري أوهارا كوسيط سلع في حياته وحقق ازدهارًا متواضعًا من خلال وظيفته في مجال التمويل، حيث تم تكليفه بالتنبؤ بالمخاطر والمكافآت. ينتقل روري وهو البريطاني الأصلي ذات مرة إلى الولايات المتحدة مع زوجته أليسون وابنته سام وابنهما بن حتى يكونا أقرب إلى عائلة أليسون، ويقيم في إحدى ضواحي نيويورك.  يريد روري في منتصف الثمانينيات، العودة إلى إنجلترا، حتى لو كانت زوجته غير متأكدة قليلاً من رغبتها في المعيشة في إنجلترا، حيث كانت تحمل همّ تغير كبير ومهم في حياة أطفالها في تلك الفترة. تنتقل العائلة إلى قصر ضخم هناك، لا يمكنهم تحمله في الواقع. المبنى الضخم في ساري مليء بالأبواب السرية والغرف المظلمة والسلالم الصعبة، بينما يواصل روري العمل على أرقامه وتقاريره، يفضل أليسون أن تتسخ يديه ويعتني بالإسطبل في ممتلكاتهم. ومع ذلك، فإن طموح روري الذي لا يلين يعميه عما تحتاجه عائلته حقًا. سرعان ما يبتعد عن زوجته أليسون وطفليه، الذين لديهم مشاكلهم الخاصة في هذه البيئة الجديدة.

## استقبال الفيلم
حصل الفيلم في موقع تجميع آراء النقاد «الطماطم الفاسدة» على تقييم يبلغ 88 ٪ بناءً على 92 رأي للنقاد، ويقول إجماع نقاد الموقع: «اقتران فعال بين إعداد الفترة الزمنية والمواضيع الخالدة، يخرج الفيلم توترًا اضافيًا من قصته المقلقة مع ثنائي رائع من الممثلين». منح موقع ميتاكريتك الفيلم تقييم يبلغ 79 من أصل 100، بناءً على 25 ناقدًا، يشيرون إلى تعليقات إيجابية بشكل عام. عرض الفيلم في مهرجان دوفيل السينمائي الأمريكي لعام 2020، حيث فاز بالجائزة الكبرى وجائزة النقاد الدوليين وجائزة الإلهام.  

## وصلات خارجية
- مقالات تستعمل روابط فنية بلا صلة مع ويكي بيانات